# Lac Martin-Valin
Lac Martin-Valin är en sjö i Kanada.   Den ligger i regionen Saguenay–Lac-Saint-Jean och provinsen Québec, i den östra delen av landet, 500 km nordost om huvudstaden Ottawa. Lac Martin-Valin ligger 668 meter över havet. Arean är 0,76 kvadratkilometer. Den ligger vid sjöarna  Lac Culotte och Lac Laliberté.Den sträcker sig 1,7 kilometer i nord-sydlig riktning, och 2,0 kilometer i öst-västlig riktning.
I omgivningarna runt Lac Martin-Valin växer i huvudsak blandskog. Trakten runt Lac Martin-Valin är nära nog obefolkad, med mindre än två invånare per kvadratkilometer.